# Ole Dorph-Jensen
Ole Dorph-Jensen, född 24 oktober 1918 i Göteborg, död 13 januari 2011 i Århus, var en svenskfödd dansk friidrottare och lärare, utbildad vid Danmarks Højskole for Legemsøvelser.
Dorph-Jensen flyttade med familjen till Danmark som 11-åring 1929 och började med friidrott som 14-åring i Københavns Idræts Forening. Han kom sedan till Helsingør IF i slutet av 1940-talet. Han var under många år författare av idrottsböcker och friidrottstränare i Københavns IF samt lärare på Sct. Knuds Skole.
Dorph-Jensen var i 22 år (1943-1965) innehavare av det danska rekordet på 400 meter häck med 52,9 som han sprang på Stockholms Stadion. Han var då mitt under pågående världskrig världens näst bästa på distansen, och 1945 var han med 53,6 nummer fyra i världen. Han vann sju danska mästerskap på 400 meter häck, därtill två på 100 meter och ett på 200 meter och var nio gånger i danska landslaget.
I en femårsperiod i 1970 arbetade Dorph-Jensen och hans hustru Kerstin för Danida i Peru, där han undervisade urinvånarna. Han bodde fram till sin död i Århusförorten Risskov.
Hans bror Lars Dorph-Jensen var också friidrottare och nådde resultaten 16,4 på 110 meter häck (1944) och 58,3 på 400 häck meter (1945).
Dorph-Jensen skrev tillsammans med Axel Bjerregaard boken Atletik. Den frie idræt (1945).

## Danska rekord
- 400 meter häck: 55.1 1938
- 400 meter häck: 54.5 1939
- 400 meter häck: 53.3 1943
- 400 meter häck: 52.9 1943
- 1000 meter stafett: 1,59,0 1942

## Personbästa
- 100 meter: 10.9 Østerbro Stadion 18 juni 1943
- 200 meter: 22,4 1918 Østerbro Stadion 16 augusti 1943
- 400 meter: 49,9 1939
- 110 meter häck: 15,1 1943
- 200 meter häck: 25,7 1942
- 400 meter häck: 52,9 Stockholm Stadion 28 augusti 1943
- Femkamp: 3172 poäng (6.60-41,59-22,932,60-4,37,0)1941
- Tiokamp: 5587 poäng (11,4-6,61,9,67-1,65-52,4-16,0-33,48-3,00-38,72-5,20,0) 1945